# Kawanishi E7K
Kawanishi E7K (яп. 九四式水上偵察機 — Разведывательный гидросамолёт Тип 94) — серийный разведывательный гидросамолёт Имперского флота Японии периода Второй мировой войны.
Кодовое имя союзников — «Альф» (англ. Alf)

## История создания
В феврале 1932 года командование ВВС Императорского флота Японии выдало заказ 7-Си на разработку разведывательного гидросамолёта, который должен был бы заменить Kawanishi E5K. В конкурсе приняли участие фирмы Kawanishi, Aichi и Nakajima. Проект E7N фирмы Nakajima был отклонен сразу, проекты фирм Kawanishi и Aichi (E7K и AB-6 соответственно) было решено реализовать на практике.
Первый прототип фирмы Kawanishi был готов в феврале 1933 года. Это был двухпоплавковый гидросамолёт-биплан, оснащённый двигателем водяного охлаждения Hiro Type 91-1 мощностью 620 л. с. с деревянным двухлопастным винтом. Экипаж состоял из 3 человек — пилота, наблюдателя и стрелка-радиста, которые размещались в открытых кабинах. Вооружение состояло из трёх 7,7-мм пулемётов: один неподвижный для стрельбы вперёд, а два в подвижных установках в кабине стрелка-радиста для стрельбы вверх и вниз. На внешней подвеске можно было подвесить четыре 30-кг или две 60-кг бомбы.
В мае 1933 года прошли сравнительные испытания самолётов фирм Kawanishi и Aichi, которые показали полное преимущество самолёта E7K, как по техническим характеристикам, так и по пилотажным. Но флот принял окончательное решение через несколько месяцев, когда был испытан второй прототип.
Наконец, в мае 1934 года самолёт был запущен в серийное производство под названием «Разведывательный гидросамолёт Тип 94 Модель 1» (или E7K1 Модель 1). На первых самолётах устанавливался тот же двигатель, что и на прототипах, который впоследствии был заменен на Hiro Type 91-2 мощностью 750 л. с. с четырёхлопастным деревянным винтом.
В 1937 году была разработана модификация с радиальным двигателем воздушного охлаждения Mitsubishi Zuisei 11 мощностью 870 л. с. и двухлопастным металлическим винтом. Испытания новой модификации успешно прошли в августе 1938 года и через 3 месяца самолёт был запущен в производство под названием «Разведывательный гидросамолёт Тип 94 Модель 2» (или E7K1 Модель 2), который впоследствии был заменен на E7K2 Модель 12.
Всего было выпущено 530 самолётов, в том числе 57 фирмой «Ниппон Хикоки КК».

## Тактико-технические характеристики (E7K2)

### Технические характеристики
- Экипаж: 3 человека
- Длина: 10,50 м
- Высота: 4,85 м
- Размах крыла: 14,00 м
- Площадь крыла: 43,60 м²
- Масса пустого: 2 200 кг
- Масса снаряжённого: 3 300 кг
- Двигатель: 1 х Mitsubishi Zuisei 11
- Мощность: 870 л. с.

### Лётные характеристики
- Максимальная скорость: 275 км/ч
- Крейсерская скорость: 185 км/ч
- Практическая дальность: 2 463 км
- Практический потолок: 7 060 м

### Вооружение
- Пулемётное
  - 1 x 7,7-мм пулемёт «Тип 97»
  - 2 x 7,7-мм пулемёта «Тип 92»
- Бомбовое до 120 кг бомб

## Модификации
- E7K1 — вариант с двигателем водяного охлаждения Hiro Type 91 (750 л. с.)
- E7K2 — вариант с радиальным двигателем Mitsubishi Zuisei 11 (870 л. с.)

## История использования
Самолёты E7K1 стали поступать на вооружение большинства крупных кораблей (линкоров и тяжёлых крейсеров) и плавучих баз гидросамолётов. Они быстро завоевали любовь экипажей за простоту в управлении, а также за прочность и надёжность конструкции.
В середине 1930-х годов самолёт E7K1 привлёк к себе внимание, когда совершил беспосадочный полёт из Йокосуки в Бангкок. На то время это было выдающееся достижение, тем более, что японская авиация считалась устаревшей.
В боевых действиях E7K впервые приняли участие во время японско-китайской войны. Они вели разведку и патрулирование, принимая участие в блокаде побережья Китая. На начальном этапе войны они применялись как бомбардировщики и штурмовики.
На момент начала войны на Тихом океане самолёты E7K1 уже были сняты с вооружения частей первой линии.
Самолёты E7K2 базировались на авианосцах «Читозе», «Тиеда», крейсерах «Микума», «Фурутака», «Како», «Китаками», «Кума» и других, а также на базах гидроавиации. Они использовались для разведки, сопровождения конвоев и поиска подводных лодок.
Самолёты E7K находились в частях первой линии до 1943 года, после чего уцелевшие экземпляры были переданы в учебные школы.
Кроме того, эти самолёты использовались для различных экспериментов — буксировщика экспериментального планера-мишени Yokosuka MXY3 и самолёта управления для самолёта-мишени Yokosuka MXY4, который запускался из специальной трапеции, смонтированной над верхним крылом.
На завершающем этапе войны, в апреле 1945 года самолёты E7K привлекались к атакам камикадзе во время битвы за Окинаву. При этом они оснащались 250-кг бомбой. Но о результатах таких атак сведений нет. Скорее всего, устаревшие тихоходные E7K были сбиты американскими истребителями ещё задолго до подлёта к целям.
После завершения боевых действий уцелевшие экземпляры E7K, которые уже не имели никакой ценности, были отправлены на слом.